# Bukka White
Booker T. Washington White, conocido en el blues como Bukka White (Aberdeen, Misisipi, 12 de noviembre de 1906-Memphis, Tennessee, 26 de febrero de 1977) fue un guitarrista, famoso por su estilo slide guitar, compositor, pianista y cantante de blues. Su grabación de «Fixin' to die» (1940) fue incorporada al Grammy Hall of Fame en 2012.
Es uno de los primeros grandes creadores del Blues del Delta y es posible que, de muy joven, coincidiera con Charlie Patton, su principal influencia. Fichado por la discográfica Victor, grabó su primer disco en 1930, con un estilo de guitarra muy influido por la música hillbilly. La reputación que obtuvo le permitió vivir muy holgadamente de la música en lo sucesivo. En 1937 se traslada a Chicago para realizar varias sesiones de grabación, incluido su clásico «Shake 'em on down», que fue un gran éxito comercial.
Condenado ese mismo año por su participación en una pelea, en 1939 Alan Lomax lo encontró en la penitenciaria de Parchman Farm y le grabó varios temas autobiográficos. Después, ya libre, regresó a Chicago, tocando con Washboard Sam, grabando en 1940 el que, para la mayoría de los autores, sería su obra maestra, «Fixin' to die». Tras servir en el ejército durante la Segunda Guerra Mundial, White se instaló en Memphis (1944) y abandonó la música en público, trabajando de chatarrero. Años más tarde, su obra se convierte en objeto de culto para las generaciones de la explosión folk, recuperada por Bob Dylan y Buffy Sainte-Marie. En los años 1960, unos guitarristas jóvenes investigaron su paradero y consiguieron localizarlo, relanzando su carrera, ya en grandes escenarios, especialmente en el American Folk Blues Festival, donde tocó con Son House, Sonny Terry, Brownie McGhee y Hound Dog Taylor, entre otros, grabando un buen número de nuevos discos.